# Mimegralla spinosa
Mimegralla spinosa är en tvåvingeart som först beskrevs av Steyskal 1952.  Mimegralla spinosa ingår i släktet Mimegralla och familjen skridflugor. Inga underarter finns listade i Catalogue of Life.